# Taty Almeida
Lidia Stella Mercedes Miy Uranga (Buenos Aires, 28 de juny de 1930), més coneguda com a Taty Almeida, és una docent i activista argentina pels drets humans i integrant de l'ONG Madres de la Plaza de Mayo Línea Fundadora.

## Biografia
Va néixer el 28 de juny de 1930 al barri de Belgrano. El seu pare, Carlos Vidal Miy, va ser un oficial de Cavalleria, la seva mare va ser Alicia Uranga. El seu oncle, Raúl Uranga, va ser governador d'Entre Ríos durant la presidència d'Arturo Frondizi. Va tenir tres germanes i un germå, les germanes es van casar amb oficials d'Aeronàutica i el germà va ser coronel.
La seva infància va transcórrer a la província de Mendoza i a la de Buenos Aires. Va estudiar magisteri a l'Escola Normal Superior N° 7 del barri porteño d'Almagro i va exercir la docència alguns anys.

Va contreure matrimoni amb un company de magisteri el 1953. Taty i Jorge Almeida van tenir tres fills: Jorge, Alejandro i Fabiana.

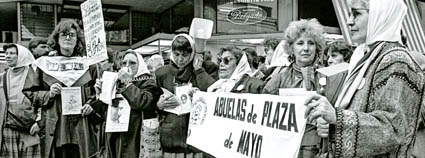
1988: Taty Almeida, al costat d'altres Mares, portant la foto del seu fill desaparegut.

La seva vida va canviar a partir del segrest i desaparició del seu fill Alejandro Almeida, de 20 anys, el 17 de juny de 1975, per part de l'organització paramilitar d'extrema dreta Triple A. El 1979 va conèixer les Madres de Plaza de Mayo i va decidir unir-s'hi, començant el seu camí de militància pels drets humans. Així va iniciar la seva incansable lluita reclamant l'aparició amb vida del seu fill i per la memòria, la veritat i la justícia. Va participar en nombroses rondes a la Plaza de Mayo. Com a part del col·lectiu Madres de la Plaza de Mayo Línia Fundadora, va fer entrevistes, xerrades, conferències i va assistir a esdeveniments de diversa índole, sempre en suport de causes relacionades amb els drets humans.
L'any 2015 va ser instal·lat un retrat seu a l'exposició permanent del Museu del Bicentenari situat darrere de la Casa Rosada.

## Alejandro Martín Almeida
Alejandro cursava el seu primer any de la carrera de Medicina a la Universitat de Buenos Aires i treballava a l'agència de notícies Télam. El 17 de juny de 1975 va avisar a la seva mare que, com a l'endemà tenia un examen parcial, no aniria a treballar. «Espera'm que ja vinc» és l'últim que la seva mare li va sentir dir.
Taty Almeida va recórrer al seu entorn militar a causa de la desconfiança amb el govern peronista. Fins i tot el 1976, quan es va produir el cop d'Estat, ella va creure que podria saber el parador del seu fill, però cap dels militars que la seva família coneixia li va oferir ajuda en la recerca.
Desconeixia el compromís polític del seu fill fins que, buscant entre els seus papers, va descobrir una agenda que li revelà la seva militància activa a l'Ejército Revolucionario del Pueblo. En aquesta agenda, va trobar-hi les poesies que Alejandro havia escrit sobre l'amor, la mort, l'amistat, el compromís militant, la repressió, els homes grisos, la massacre de Trelew i la samba de les faveles de Rio de Janeiro. Un dels poemes estava destinat a la mare en el cas que alguna cosa li succeís.
Per a Taty Almeida, descobrir la militància del seu fill va ser motiu d'orgull. Tant que els seus escrits es van convertir en llibre l'any 2008 car Almeida sentia la imperiosa necessitat de compartir les paraules d'Alejandro amb les generacions que el van succeir. El llibre porta per nom Alejandro, por siempre… amor i conté els vint poemes trobats a l'agenda del seu fill, a més de records, testimonis de familiars, amics i comentaris dels lectors. D'altra banda, les poesies van ser recitades l'any 2010, per Alfredo Alcón, Joan Manuel Serrat, Raúl Rizzo i Ismael Serrano, entre d'altres, musicades, acompanyades d'il·lustracions i editades en un CD l'any 2010.
Alejandro formà part dels 2000 detinguts desapareguts abans de l'inici del govern militar, víctima de la Triple A. Segons Taty Almeida: «cal recordar i remarcar que aquest horror del terrorisme d'estat no comença el 1976, sinó en un govern constitucional tot i que, al meu parer, no democràtic. Atès que entre el 1974 i el 1975 hi ha 2.000 detinguts desapareguts i assassinats, i dels 600 centres clandestins que hi va haver en dictadura, 3 ja funcionaven el 1975. Òbviament que després del cop militar ja és un pla perfectament organitzat».